# Adem Ljajić
Adem Ljajić (cirill betűkkel: Адем Љајић; Novi Pazar, Jugoszlávia, 1991. szeptember 29. –) szerb labdarúgó, a szerb élvonalbeli Novi Pazar játékosa.
2010 januárjában kellett volna csatlakoznia a Manchester Unitedhez, ám az angol csapat 2009 decemberében bejelentette, hogy eláll a szerződés megkötésétől. Ezt követően az
ACF Fiorentina megvásárolta mintegy 6 millió euróért, és 2010. január 15-én bemutatta a szurkolóknak. 2013. július 29-én megegyezett átigazolásáról az AS Roma csapatával.

## Labdarúgó pályafutása

### Klubcsapatokban
Ljajić először 2008. július 29-én, a Bajnokok Ligája második selejtezőkörében, csereként léphetett pályára az FK Partizan első csapatában. A visszavágón, majd később a harmadik körben is lehetőséghez jutott.
2008 októberében próbajátékon volt a Manchester Unitednél, de azt nem tudni, mennyi időt töltött az angoloknál. Többen azt állították, hogy engedély nélkül ment a Unitedhez, de ezt az FK Partizan pénzügyi igazgatója, Darko Grubor cáfolta. Nem igaz, hogy Ljajić engedély nélkül utazott Angliába. Többször is kapcsolatba léptünk a Manchester Uniteddel, Ljajićnak az ifiválogatottal Nagy-Britanniába kellett utaznia, így kézenfekvő volt, hogy most vegyen részt a próbajáton.
2009. január 2-án a Manchester United bejelentette, hogy leigazolta Zoran Tošićot és Adem Ljajićot, bár Ljajićnak csak 2010 januárjában kellett volna csatlakoznia hozzájuk.

#### Fiorentina
2010. január 13-án a Serie A-ban szereplő Fiorentina bejelentette Ljajić szerződtetését. Az orvosi vizsgálatok után a játékos öt évre szóló szerződést írt alá, a Partizan pedig a hírek szerint 8 millió eurót kapott érte. 2010. január 31-én mutatkozott be a Fiorentinában, a Cagliari elleni idegenbeli 2–2-es döntetlen alkalmával a 82. percben csereként lépett pályára Manuel Pasqual helyett. Első fél szezonja Cesare Prandelli irányítása alatt azonban főként a csapatba való beilleszkedéssel telt.
Ljajić honfitársa, Siniša Mihajlović érkezése több lehetőséget hozott számára az első csapatban. Első gólját a Fiorentina színeiben 2010. szeptember 18-án szerezte büntetőből a Lazio ellen, amely mérkőzést azonban csapata 2–1-re elveszítette.
2012. május 2-án Ljajićot lecserélték egy Novara elleni mérkőzésen. A csere után szarkasztikus tapssal reagált Delio Rossi vezetőedző felé, aki ezt követően megragadta, és megpróbálta megütni őt. A Fiorentina a mérkőzés után bejelentette, hogy Rossi edzőt elbocsátják, és Ljajić ellen is fegyelmi vizsgálatot indítanak. Ljajić csapattársa, Valon Behrami, aki a kispadon ült az eset idején, elmondta, hogy senki sem hallotta, hogy Ljajić sértegette volna Rossi családját, cáfolva ezzel Rossi állításait. Behrami hozzátette, hogy Rossi szégyellheti magát a tettéért és a hazugságaiért.
2013. február 13-án duplázott az Internazionale ellen aratott 4–1-es győzelem alkalmával.

#### AS Roma
2013. augusztus 28-án a Romához igazolt. A fővárosi alakulat 11 millió euróért szerezte meg a játékjogát, amely összeg a klub sikereitől függően akár 15 millió euróra is emelkedhetett, a játékos pedig négyéves szerződést írt alá. Ljajić az Erik Lamela által hátrahagyott 8-as mezszámot választotta, amelyet a szerb válogatottban is viselt. 2013. szeptember 1-jén debütált a Roma színeiben a Hellas Verona elleni mérkőzésen, ahol Alessandro Florenzit váltotta, és megszerezte a harmadik gólt a 3–0-s győzelem során. Első római szezonjában 32 mérkőzésen 6 gólt szerzett.
2014. augusztus 30-án a Fiorentina elleni 2–0-s győzelem alkalmával játszott először a 2014–15-ös szezonban a Giallorossi színeiben. Szeptember 24-én szerezte meg szezonbeli első gólját a Parma elleni 2–1-es győzelem során. December 6-án első dupláját jegyezte a Roma színeiben, amellyel csapata hazai pályán 2–2-es döntetlent harcolt ki a Sassuolo ellen. 2015. február 26-án megszerezte első gólját az Európa Ligában, a Feyenoord elleni idegenbeli 2–1-es győzelem során. A mérkőzés azonban arról maradt emlékezetes, hogy több mint 10 percre meg kellett szakítani, miután egy felfújható banánt dobáltak a pályára, közel Gervinho-hoz, aki később a győztes gólt szerezte. A meccs során Feyenoord játékosa, Mitchell te Vrede is piros lapot kapott, és a feszültségek miatt mindkét csapat elhagyta a pályát az 55. percben. A szezont 41 mérkőzéssel és 9 góllal zárta, ezzel Francesco Totti mögött a csapat második legeredményesebb játékosa lett.

#### Kölcsönben az Internazionale csapatában
2015. augusztus 31-én egy szezonra szóló kölcsönszerződést írt alá az Internazionale csapatával, amelynek keretében az Inter 1,75 millió eurót fizetett a Romának, és opciót kapott arra, hogy a szezon végén 11 millió euróért végleg megszerezze a játékost. 2015. december 1-jén megszerezte első gólját az Inter színeiben, a Napoli elleni idegenbeli 2–1-es vereség során.

#### Torino
Miután az Inter nem élt a vásárlási opciójával, 2016. július 18-án 8,5 millió euróért, valamint további 500 ezer eurós bónuszokért cserébe a Torino csapatához igazolt.

#### Beşiktaş
2018. augusztus 31-én a török első osztályban szereplő Beşiktaş csapatához került kölcsönbe egy idényre. 2019. május 29-én a Beşiktaş végleg megszerezte Ljajić játékjogát, sajtóhírek szerint 6,5 millió euróért cserébe.

#### Fatih Karagümrük
2022. szeptember 28-án másfél éves szerződést írt alá a Fatih Karagümrük csapatával. A csapat hivatalos mérkőzésein azonban csak 2023 januárjától állhatott rendelkezésre.

#### Novi Pazar
2023. szeptember 14-én visszatért szülővárosába, és aláírt a Novi Pazar csapatához. A hírek szerint Ljajić egy feltételt szabott a szerződéséhez, amely a fizetésére vonatkozott: azt kérte, hogy ingyen játszhasson a klubban. Három nappal később győztes gólt szerzett bemutatkozó mérkőzésén, amelyen csapata 2–1-re legyőzte a Napredakot. A találkozón az 58. percben csereként lépett pályára Adetunji Adeshina helyére. A 16. fordulóban a Radnički 1923 elleni idegenbeli mérkőzésen Ljajić egy gólt szerzett és két gólpasszt adott.

### A válogatottban

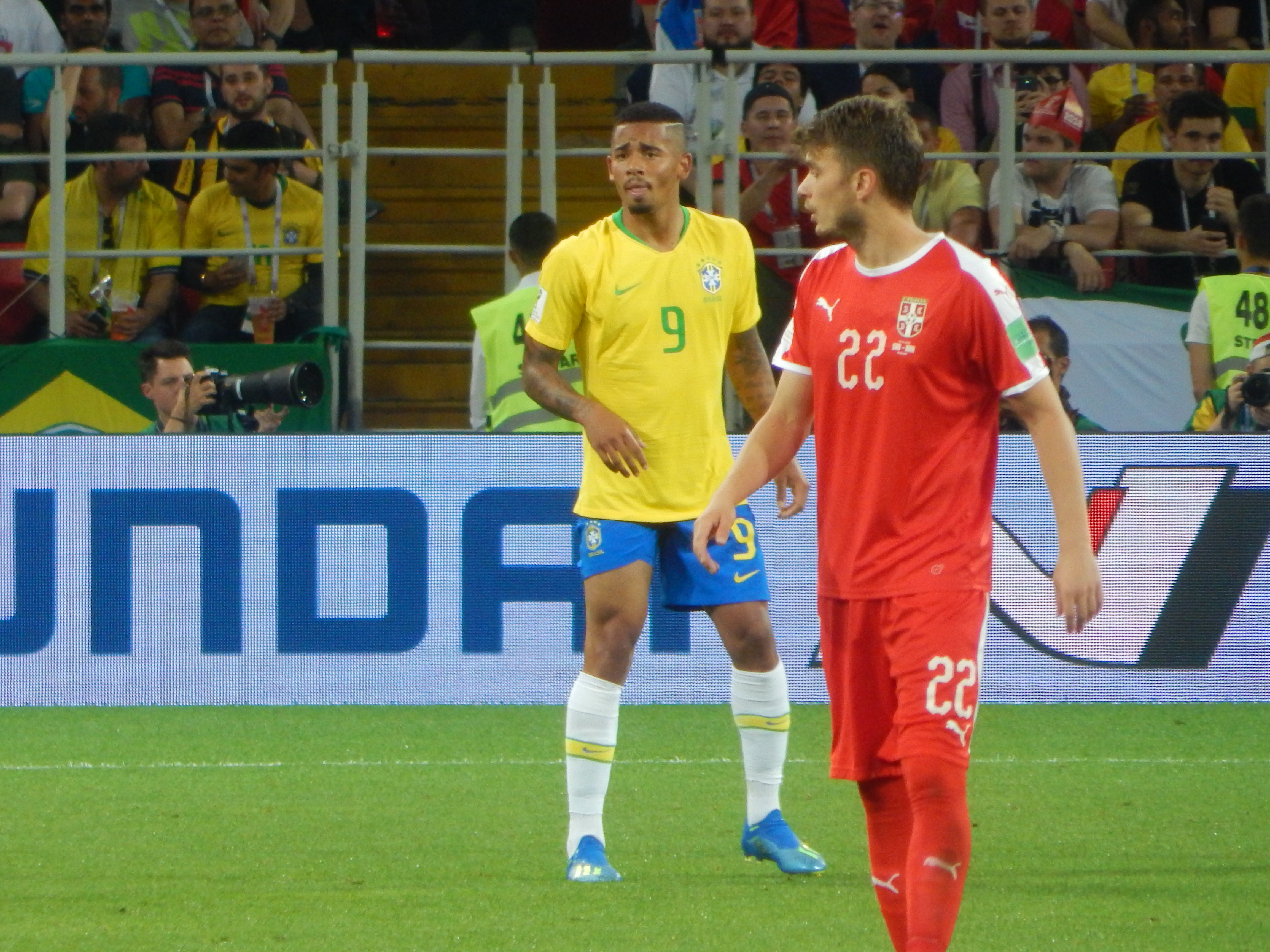
Ljajić (pirosban) és Gabriel Jesus a 2018-as labdarúgó-világbajnokságon.

Ljajić szerepelt a szerb U17-es és U19-es válogatottakban is. 2008. szeptember 7-én debütált a szerb U21-es csapatban egy Magyarország elleni Eb-selejtezőn. 2010. október 26-án Vladimir Petrović, a szerb válogatott szövetségi kapitánya meghívta a felnőtt válogatottba a Bulgária elleni barátságos mérkőzésre.
2012. május 28-án, a Spanyolország elleni barátságos mérkőzést követően, amelyet Szerbia 2–0-ra elvesztett, Siniša Mihajlović szövetségi kapitány eltávolította a válogatott keretből, mert személyes okokból nem volt hajlandó elénekelni a szerb himnuszt, a "Bože pravde"-t (Igazság Istene). Korábban Ljajić aláírta Mihajlović magatartási kódexét, amely tartalmazta a himnusz éneklését is. Ljajić megerősítette Mihajlović állításait, hangsúlyozva, hogy szereti Szerbiát és játszani szeretne a válogatottban, de önmaga iránti tisztelete miatt nem tudott eleget tenni ennek a követelménynek, így nem volt hajlandó Mihajlović irányítása alatt játszani a válogatottban.
2014-ben Ljubinko Drulović szövetségi kapitány az esetről azt mondta, hogy a himnusz éneklése helyett a játékosok maximális teljesítményét és elkötelezettségét tartotta elsődlegesnek a pályán. 2015. június 7-én szerezte meg első válogatott gólját az Azerbajdzsán ellen aratott 4–1-es győzelem alkalmával.
A 2018-as oroszországi világbajnokságon a szerb keret tagja volt, mindhárom csoportmérkőzésen pályára lépett.

## Kosárlabdázó pályafutása
2024. november 7-én Ljajić szerződést kötött a KK Novi Pazar 1969 kosárlabdacsapattal. A klub bejelentette, hogy Hadžerić edző rendelkezésére áll majd, amikor összehangolja kötelezettségeit a futballcsapattal. A közleményben továbbá kiemelték, hogy Ljajić, aki régóta a kosárlabda rajongója, ezt egy valóra vált álomnak és egyedülálló lehetőségnek tekinti, hogy egy új sportágban mutassa meg képességeit a helyi szurkolók előtt.

## Magánélete
Ljajić bosnyák származású és muszlim vallású.

## Statisztika

### Klubcsapatokban
2025. május 25-i állapot szerint.
| Klub                        | Szezon           | Bajnokság         | Bajnokság | Bajnokság | Kupa  | Kupa  | Nemzetközi | Nemzetközi | Összes | Összes |
| Klub                        | Szezon           | Liga              | Mérk.     | Gólok     | Mérk. | Gólok | Mérk.      | Gólok      | Mérk.  | Gólok  |
| --------------------------- | ---------------- | ----------------- | --------- | --------- | ----- | ----- | ---------- | ---------- | ------ | ------ |
| Partizan                    | 2008–09          | Super Liga Srbije | 24        | 5         | 5     | 1     | 4          | 0          | 33     | 6      |
| Partizan                    | 2009–10          | Super Liga Srbije | 14        | 4         | 2     | 0     | 8          | 2          | 24     | 6      |
| Partizan                    | Összesen         | Összesen          | 38        | 9         | 7     | 1     | 12         | 2          | 57     | 12     |
| Fiorentina                  | 2009–10          | Serie A           | 9         | 0         | 1     | 0     | 0          | 0          | 10     | 0      |
| Fiorentina                  | 2010–11          | Serie A           | 26        | 3         | 2     | 0     | 0          | 0          | 28     | 3      |
| Fiorentina                  | 2011–12          | Serie A           | 15        | 1         | 3     | 0     | 0          | 0          | 18     | 1      |
| Fiorentina                  | 2012–13          | Serie A           | 28        | 11        | 3     | 1     | 0          | 0          | 31     | 12     |
| Fiorentina                  | 2013–14          | Serie A           | 0         | 0         | 0     | 0     | 1          | 0          | 1      | 0      |
| Fiorentina                  | Összesen         | Összesen          | 78        | 15        | 9     | 1     | 1          | 0          | 88     | 16     |
| Roma                        | 2013–14          | Serie A           | 28        | 6         | 4     | 0     | 1          | 0          | 33     | 6      |
| Roma                        | 2014–15          | Serie A           | 32        | 8         | 2     | 0     | 7          | 1          | 41     | 9      |
| Roma                        | 2015–16          | Serie A           | 1         | 0         | 0     | 0     | 0          | 0          | 1      | 0      |
| Roma                        | Összesen         | Összesen          | 61        | 14        | 6     | 0     | 8          | 1          | 75     | 15     |
| Internazionale (kölcsönben) | 2015–16          | Serie A           | 25        | 3         | 3     | 1     | 0          | 0          | 28     | 4      |
| Torino                      | 2016–17          | Serie A           | 33        | 10        | 3     | 2     | 0          | 0          | 36     | 12     |
| Torino                      | 2017–18          | Serie A           | 27        | 6         | 1     | 0     | 0          | 0          | 28     | 6      |
| Torino                      | 2018–19          | Serie A           | 1         | 0         | 0     | 0     | 0          | 0          | 1      | 0      |
| Torino                      | Összesen         | Összesen          | 61        | 16        | 4     | 2     | 0          | 0          | 65     | 18     |
| Beşiktaş                    | 2018–19          | Süper Lig         | 27        | 9         | 0     | 0     | 5          | 0          | 32     | 9      |
| Beşiktaş                    | 2019–20          | Süper Lig         | 24        | 5         | 1     | 0     | 4          | 2          | 29     | 7      |
| Beşiktaş                    | 2020–21          | Süper Lig         | 22        | 2         | 1     | 0     | 1          | 0          | 24     | 2      |
| Beşiktaş                    | 2021–22          | Süper Lig         | 0         | 0         | 0     | 0     | 0          | 0          | 0      | 0      |
| Beşiktaş                    | Összesen         | Összesen          | 73        | 16        | 2     | 0     | 10         | 2          | 85     | 18     |
| Fatih Karagümrük            | 2022–23          | Süper Lig         | 9         | 0         | 0     | 0     | 0          | 0          | 9      | 0      |
| Fatih Karagümrük            | 2023–24          | Süper Lig         | 2         | 0         | 0     | 0     | 0          | 0          | 0      | 0      |
| Fatih Karagümrük            | Összesen         | Összesen          | 11        | 0         | 0     | 0     | 0          | 0          | 0      | 0      |
| Novi Pazar                  | 2023–24          | Super Liga Srbije | 24        | 9         | 2     | 0     | 0          | 0          | 26     | 9      |
| Novi Pazar                  | 2024–25          | Super Liga Srbije | 35        | 8         | 1     | 0     | 0          | 0          | 36     | 8      |
| Karrier összesen            | Karrier összesen | Karrier összesen  | 406       | 90        | 34    | 5     | 31         | 5          | 471    | 100    |

### A válogatottban
2024. december 28-i állapot szerint.
| Szerbia  | Szerbia | Szerbia |
| Év       | Mérk.   | Gólok   |
| -------- | ------- | ------- |
| 2010     | 1       | 0       |
| 2011     | 5       | 0       |
| 2012     | 1       | 0       |
| 2014     | 2       | 0       |
| 2015     | 8       | 3       |
| 2016     | 3       | 0       |
| 2017     | 5       | 2       |
| 2018     | 10      | 3       |
| 2019     | 10      | 1       |
| 2020     | 2       | 0       |
| Összesen | 18      | 0       |

#### Góljai a szerb válogatottban
2024. december 28-i állapot szerint.
 megjegyzés Az eredmények a szerb válogatott szemszögéből értendők.
| #  | Dátum               | Ellenfél     | Eredmény | Kiírás              | Esemény   |
| -- | ------------------- | ------------ | -------- | ------------------- | --------- |
| 1. | 2015. június 7.     | Azerbajdzsán | 4 – 1    | Barátságos mérkőzés | 55' 56'   |
| 2. | 2015. szeptember 4. | Örményország | 2 – 0    | Eb-selejtező        | 63' 73'   |
| 3. | 2015. október 8.    | Albánia      | 2 – 0    | Eb-selejtező        | 90+4'     |
| 4. | 2017. november 10.  | Kína         | 2 – 0    | Barátságos mérkőzés | 20' 83'   |
| 5. | 2017. november 14.  | Dél-Korea    | 1 – 1    | Barátságos mérkőzés | 59' 90'   |
| 6. | 2018. június 9.     | Bolívia      | 5 – 1    | Barátságos mérkőzés | 19'       |
| 7. | 2018. november 17.  | Montenegró   | 2 – 1    | Nemzetek Ligája     | 30' 90+2' |
| 8. | 2018. november 20.  | Litvánia     | 4 – 1    | Nemzetek Ligája     | 74' 82'   |
| 9. | 2019. június 10.    | Litvánia     | 4 – 1    | Eb-selejtező        | 81' 90+2' |

## Sikerei, díjai

### Klubcsapatokban
Partizan
- Szerb bajnok: 2008–09
- Szerb kupagyőztes: 2008–09

 Beşiktaş
- Török bajnok: 2020–21
- Török kupagyőztes: 2020–21

### Egyéni
- Super Liga Srbije A szezon csapata: 2023–24,[49] 2024–25[50]
- Super Liga Srbije A szezon játékosa: 2024–25[51]

## Fordítás
- Ez a szócikk részben vagy egészben  az   Adem Ljajić című angol Wikipédia-szócikk ezen változatának fordításán alapul.  Az eredeti cikk szerkesztőit annak laptörténete sorolja fel. Ez a jelzés csupán a megfogalmazás eredetét és a szerzői jogokat jelzi, nem szolgál a cikkben szereplő információk forrásmegjelöléseként.

#### Közösségi platformok
- Adem Ljajić az Instagramon

#### Egyéb weboldalak
- Adem Ljajić adatlapja a Transfermarkt oldalán (angolul)
- Adem Ljajić adatlapja a Soccerway oldalon (angolul)
- Adem Ljajić adatlapja a National Football Teams oldalán (angolul)
- Adem Ljajić adatlapja a BDFutbol oldalán (angolul)
- Adem Ljajic pályafutásának statisztikái a Soccerbase oldalon (angolul)

- Adem Ljajić az UEFA adatbázisában (angolul)
- Adem Ljajić adatlapja a Szerb labdarúgó-válogatott oldalán (szerbül)
- Adem Ljajić adatlapja a Török labdarúgó-szövetség oldalán (törökül)